# Landsjaftnyj Zakaznik Seljava
Landsjaftnyj Zakaznik Seljava (ryska: Ландшафтный Заказник Селява) är ett naturreservat i Belarus.   Det ligger i voblasten Minsks voblast, i den norra delen av landet, 120 km nordost om huvudstaden Minsk. Landsjaftnyj Zakaznik Seljava ligger vid sjöarna  Vozera Sialjava och Ozero Chudovets.
I omgivningarna runt Landsjaftnyj Zakaznik Seljava växer i huvudsak blandskog. Runt Landsjaftnyj Zakaznik Seljava är det glesbefolkat, med 15 invånare per kvadratkilometer.